# Mark Renshaw
Mark Renshaw (født 22. oktober 1982) er en tidligere australsk professionel landevejsrytter.
Mark Renshaw var en afgørende faktor for sin kaptajn under Tour de France 2009, Mark Cavendish, da han fungerede som lead-out gennem løbet, hvor Cavendish endte med at få i alt 6 etapesejre. Renshaws hårde arbejde blev især belønnet på sidste etape til Champs-Élysées, da han fik en 2. plads efter Cavendish i den afgørende sprint.
I Tour de France 2010 blev Renshaw smidt ud af løbet efter 11. etape, efter at han havde stanget Julian Dean fra Garmin-Transitions under spurten.